# RecRecミュージック
RecRecミュージック（レクレク・ミュージック、RecRec Music）は、1983年にダニエル・ウォルドナーによって設立されたスイスの独立系レコード・レーベルである。このレーベルはイギリスの独立系レコード・レーベル「レコメンデッド・レコード」をモデルにしており、提携しているが、財政的には独立していた。1995年にウォルドナーが亡くなったことによって、1997年にレーベルは破産した。

## 略歴
1979年、Veit Staufferとダニエル・ウォルドナーは、スイスで「RecRecチューリッヒ」を設立した。クリス・カトラーから、カトラーが前年につくったイギリスの独立系レコード・レーベル、レコメンデッド・レコードに似たレコード販売会社を設立するよう提案された。RecRecのレコード・レーベル「RecRecミュージック」は、1983年にウォルドナーによって設立され、30を超えるバンドとミュージシャンの名簿を作り上げた。
1995年9月3日、ヴァルトナーと息子のヴァレンティンはスイス・アルプスでの山岳事故で亡くなった。RecRecミュージックは営業を続けたが、やがて損失を出し始め、1997年5月に破産宣告された。そして、レーベルは2つの会社に分割された。すなわち、レコードショップ「RecRecショップ」と、2つの新レーベル「Make-Up」と「Make-Up Your World」を持つ代理店「RecRec Medien AG」である。元のRecRecミュージックとは音楽の重要性が異なるものの、これらの企業はその後も活動を続けた。2008年春、レーベルと流通を終了。Veit Staufferは、現在もショップと通信販売で活動を続けている。

## RecRecミュージック名簿
RecRecミュージックは、以下を含む30以上のバンドとグループによる音楽をリリースした。
- アフター・ディナー (After Dinner)
- ボブ・オスタータグ (Bob Ostertag)
- キャンバーウェル・ナウ (Camberwell Now)
- エトロン・フー・ルルーブラン (Etron Fou Leloublan)
- フェルディナン・リシャール (Ferdinand Richard)
- フレッド・フリス (Fred Frith)
- Goz of Kermeur
- マサカー (Massacre)
- ネガティヴランド (Negativland)
- Nimal
- ペイル・ヌーズ (Pale Nudes)
- スケルトン・クルー (Skeleton Crew)
- 天鼓 (Tenko)
- The Ex
- The Hat Shoes